# Literatura en osetio

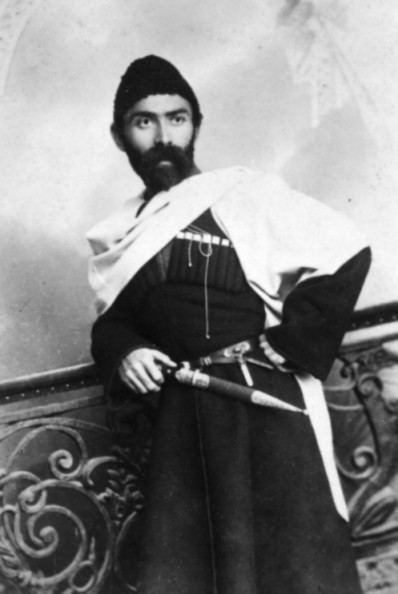
Kosta Jetagraty.

La literatura en osetio fue normalizada a partir de la obra de Anders Jans Sjögren (1794-1855), también llamado Shegren, filólogo sueco de Finlandia, quien estudió el osetio y compuso Grammatik der ossetischen sprache (1844) y Ossetische sprachlehre (1841).
Hay muchas epopeyas guerreras en osetio, siendo las más famosas las de los gigantes narts (por ejemplo, la Saga de los Nart). Hacia 1862 se adaptó el alfabeto cirílico a la lengua osética y se formó la primera generación de intelectuales osetas, encabezados por Kostá Jetagúrov (1859-1906), poeta influido por Nekrásov, que recorrió el país expandiendo ideas revolucionarias, autor del poemario Iron faendyr (Lira oseta, 1899) y es considerado el padre de la literatura osseta y héroe nacional; el poeta comunista Taomaq Gaediaty (1882-1932), enviado en 1910 a Siberia, con Akchaestony fystytae (Escritos de un prisionero, 1908), el drama Os-Paeghatyr (1929) y Amondmze tsarujytze (Yendo a la fortuna, 1928); Seka Gadiev (1855-1915), autor de historias cortas recogidas en 1905 en Iron Fiyau; I. Ialguzidze (1775-1830) y T. Mansurov (1843-1898).

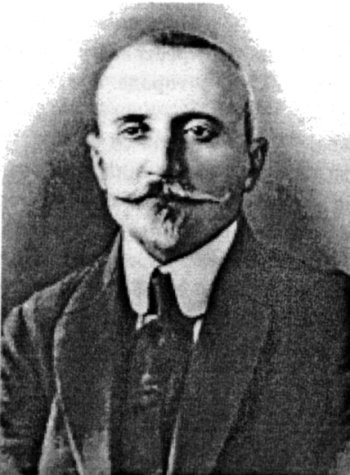
Arsén Kotsóyev.

En 1910 Arsén Kotsóyev (1872-1944), también es considerado como uno de los fundadores de la prosa moderna oseta, comienza a publicar al revista Æfsir (Espiga, 1910). A pesar de que sólo se publicaron 14 números, tuvo un gran impacto en la literatura y el periodismo oseta. Muchas obras maestras de la literatura en osético se publicaron por primera vez en sus páginas.
Durante el periodo soviético se produjo una explosión de la literatura en lengua osética. Destacaron las revistas como Malvsæg (Copo de nieve), nacionalista, fundada por la Sociedad Literaria Oseta y con A. Kubalov, D. Khetagurov, A Bolaev y S. Dzhanajev. También fueron importantes las revistas Ziu (Comunidad, 1925-1927), Fidiuæg (Heraldo, 1927-1928) y Abon (Hoy, 1932) para vigilar los desvíos del realismo socialista. Destacarían Elbazduko Britaev (1881-1923) dirigente comunista que participó y organizó la revuelta de 1905-1907, primer dramaturgo oseta; Georghi Kaitukov (1911) traductor de Pushkin al oseta y Gino Baraqti (1890-1923) fundador del diario Kermen (1920-1921).
Mysost Qamberdiaty (1909-1931) publicó en el diario Vlast’ Ruda los kadaeg (poemas) Ard (Juramento), Kurdzvan (Yendo al sol) y Tsin (Placer). K. Farnion con la ambiciosa novela Uady unoer (Tumulto en la tormenta); Khariton Plijev, Tsonak Gadiev (1883-1931), hijo de Seka, con la compilación Avzaarst uat uatsmista (1931). Ts. Aembalti, con la compilación de leyendas Narty Khoemytsy fyst batrazdy tauroeghtoe (1927); Dmitrtiy Kusov (1889-1964) con las narraciones Zaurbek (1914), Khadzimet ramanov (1949), Mariam (1927), Urmuli (1948) y Abrek Zaur (1923); Baron Botsiev (1901-1944), poeta y partisano muerto en combate, autor de la primera novela en osético; Tazret Besaev (1910) con las novelas Azta (1968) y Sajqazani (1966); Fedor Gagloyti Gafez (1913), Sozydyro Kulajev (1900-1938), comisario de educación en la parte georgiana, Kudzag Dzesov (1905-?) en la parte georgiana y Maksim Tsagaraev (1916), ministro de cultura de la RSSA de Osetia en 1958-1960 y director de la revista Makh Dug (1960-1963). Otros autores osetas son M. Kamberdijev (1910-1931), T. Epkhiev (1911-1958), R. Asajev (1923) y N. Dzhusoity (1925).